# پایانش الکتریکی
در الکترونیک، پایانش الکتریکی یا پایاندهی الکتریکی یا مختوم‌سازی الکتریکی عمل پایان‌دهی به یک خط انتقال با قطعه‌ای است که با امپدانس مشخصهٔ خط، تطبیق (به انگلیسی: matche) دارد. پایانش از بازتاب‌سازی سیگنال‌ها در انتهای خط انتقال جلوگیری می‌کند. بازتابش در انتهای خطوط انتقال ناپایانیده (به انگلیسی: unterminated) باعث ایجاد اعوجاج می‌شود که می‌تواند سطوح سیگنال دیجیتال مبهم و بدعملکردی سامانه‌های دیجیتال را ایجاد کند. بازتابش‌ها در سامانه‌های سیگنال آنالوگ باعث ایجاد اثراتی مانند شبح‌سازی تصویری یا کاهش توان در خطوط-انتقال فرستنده رادیویی می‌شود.

## خطوط انتقال

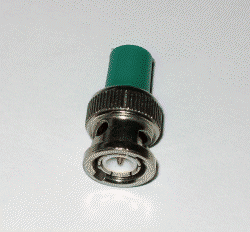
پایاننده سیگنال انتهای کابل 10BASE2.

پایانش سیگنال اغلب مستلزم نصب یک پایان‌گر یا پایاننده (به انگلیسی: terminator) در ابتدا و انتهای یک سیم یا کابل است تا از بازتاب‌شدن سیگنال RF از هر انتها و ایجاد تداخل یا کاهش توان جلوگیری کند. پایاننده معمولاً در انتهای خط انتقال یا گذرگاه زنجیره دیزی (مانند SCSI) قرار می‌گیرد و به گونه ای طراحی شده‌است که با امپدانس AC کابل تطبیق داشته باشد و از این رو بازتابش‌های سیگنال و تلفات توان را به حداقل برساند. به‌طور معمول، یک پایان‌گر نیز در انتهای راه انداز سیم یا کابل قرار می‌گیرد، اگر قبلاً بخشی از تجهیزات تولید-سیگنال نیست.

## انواع پایاننده‌های الکتریکی و سیگنالی

### غیرفعال
پایاننده‌های غیرفعال اغلب از یک مقاومت تشکیل شده‌اند، با این حال بارهای راکتیو قابل توجه ممکن است به اجزای غیرفعال دیگری مانند سلف، خازن یا ترانسفورماتور نیاز داشته باشند.

### فعال
پایاننده‌های فعال از یک تثبیت‌کننده ولتاژ تشکیل شده‌اند که ولتاژ مورد استفاده برای مقاومت (های) پایان‌ساز را در یک سطح ثابت نگه می‌دارد.

#### پایانش کامل اجباری

پایانش کامل اجباری

پایانش کامل اجباری (به انگلیسی: Forced perfect termination) (FPT) را می توان در گذرگاه های تک سر که در آن دیودها شرایط فرا و فروجهش را حذف می‌کنند، استفاده کرد. سیگنال بین دو سطح ولتاژ تنظیم شده به طور فعال قفل می شود، که منجر به عملکرد برتر نسبت به یک پایانش فعال استاندارد می شود.